# Jacopino del Conte

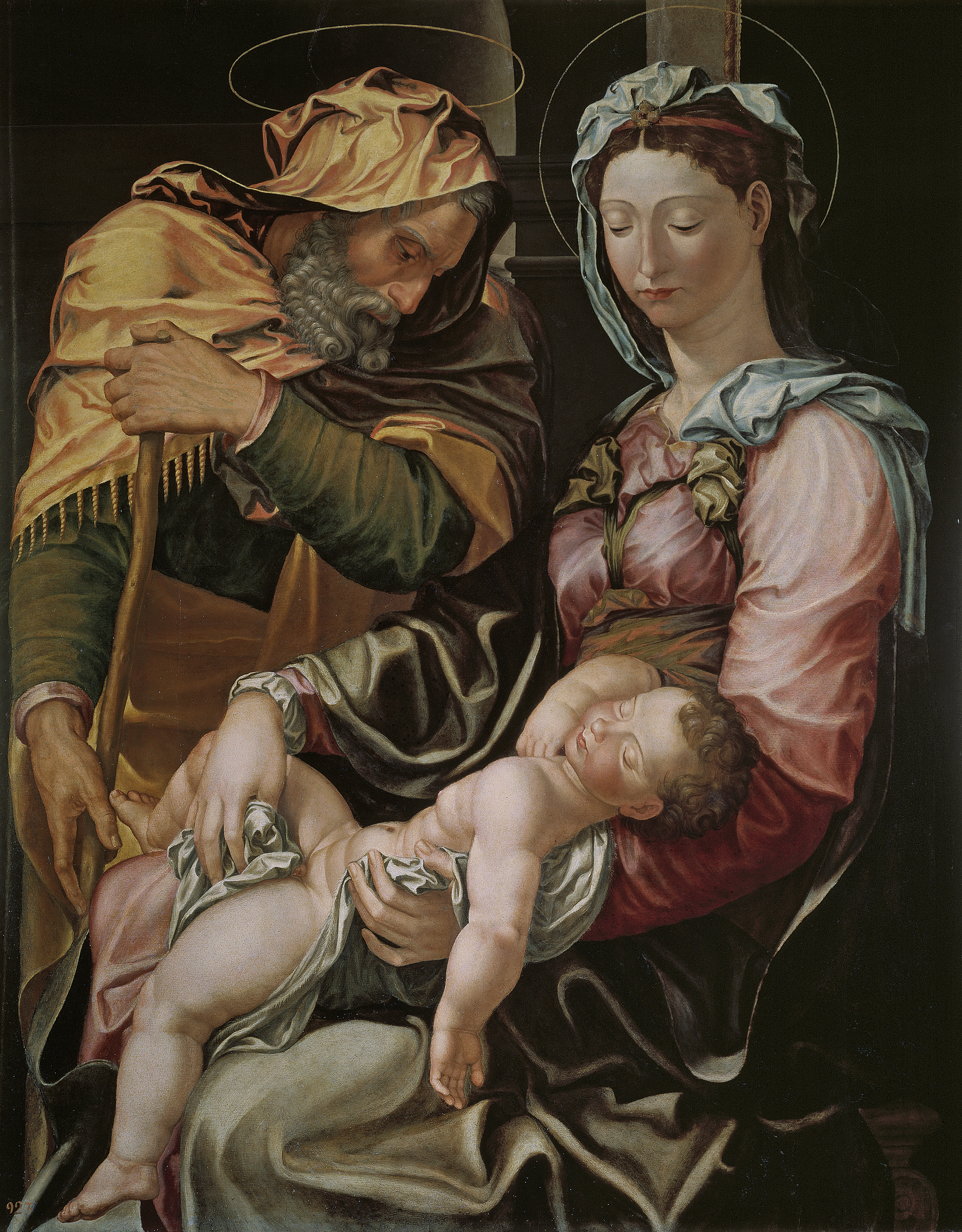
Sagrada Familia, Museo del Prado.

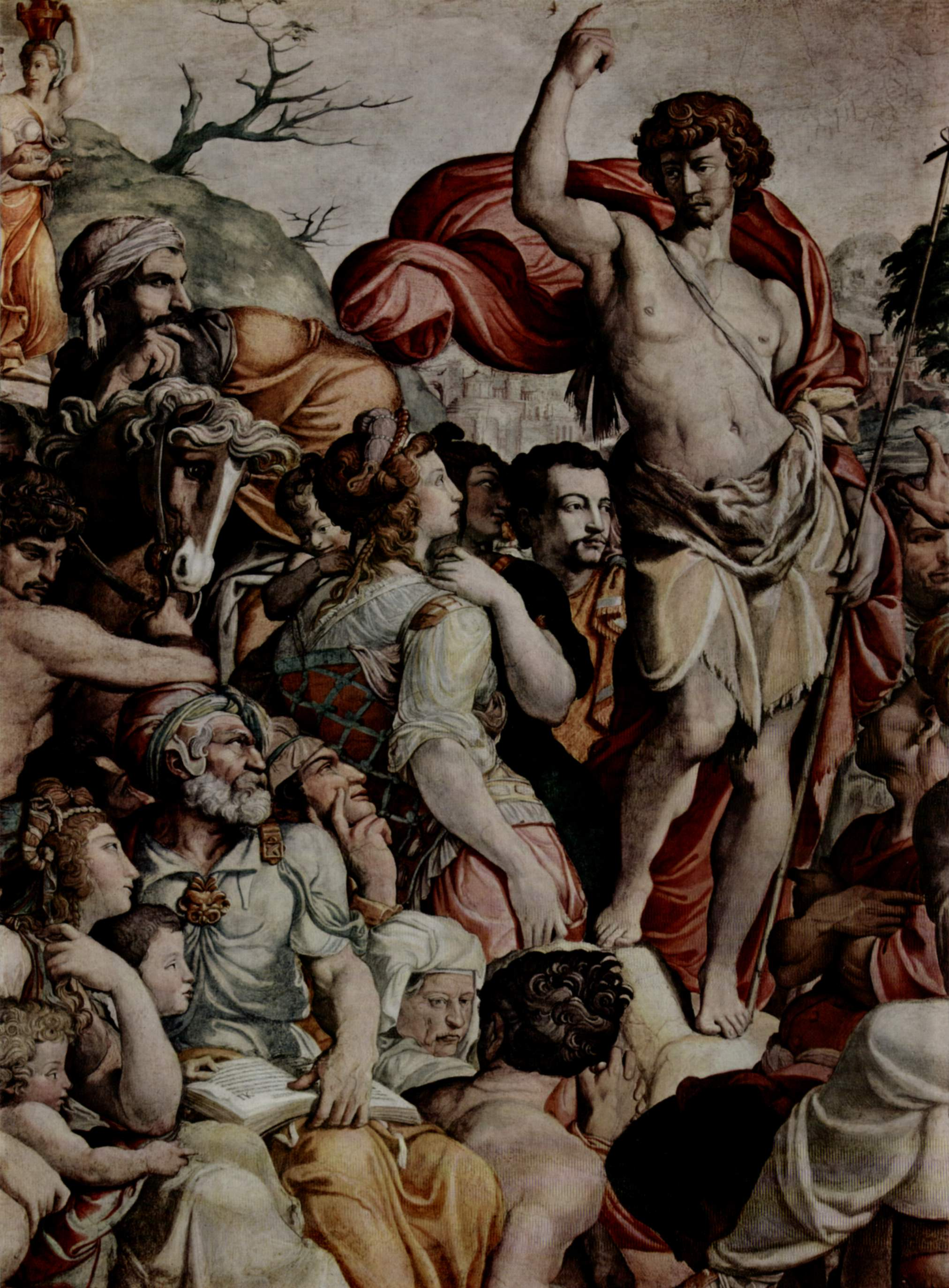
Predicación del Bautista (detalle), Oratorio de San Giovanni Decollato, Roma.

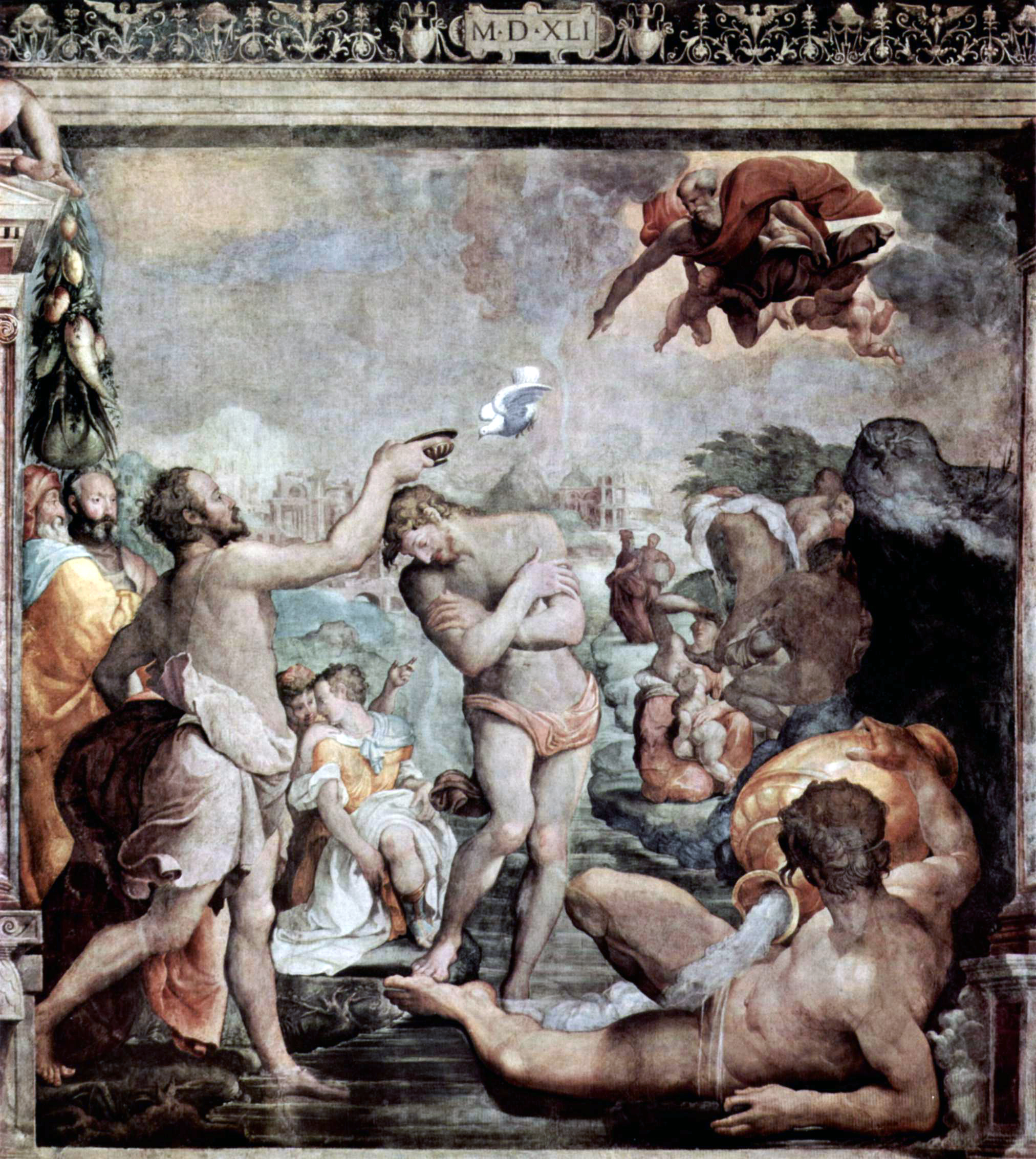
Bautismo de Cristo, Oratorio de San Giovanni Decollato, Roma.

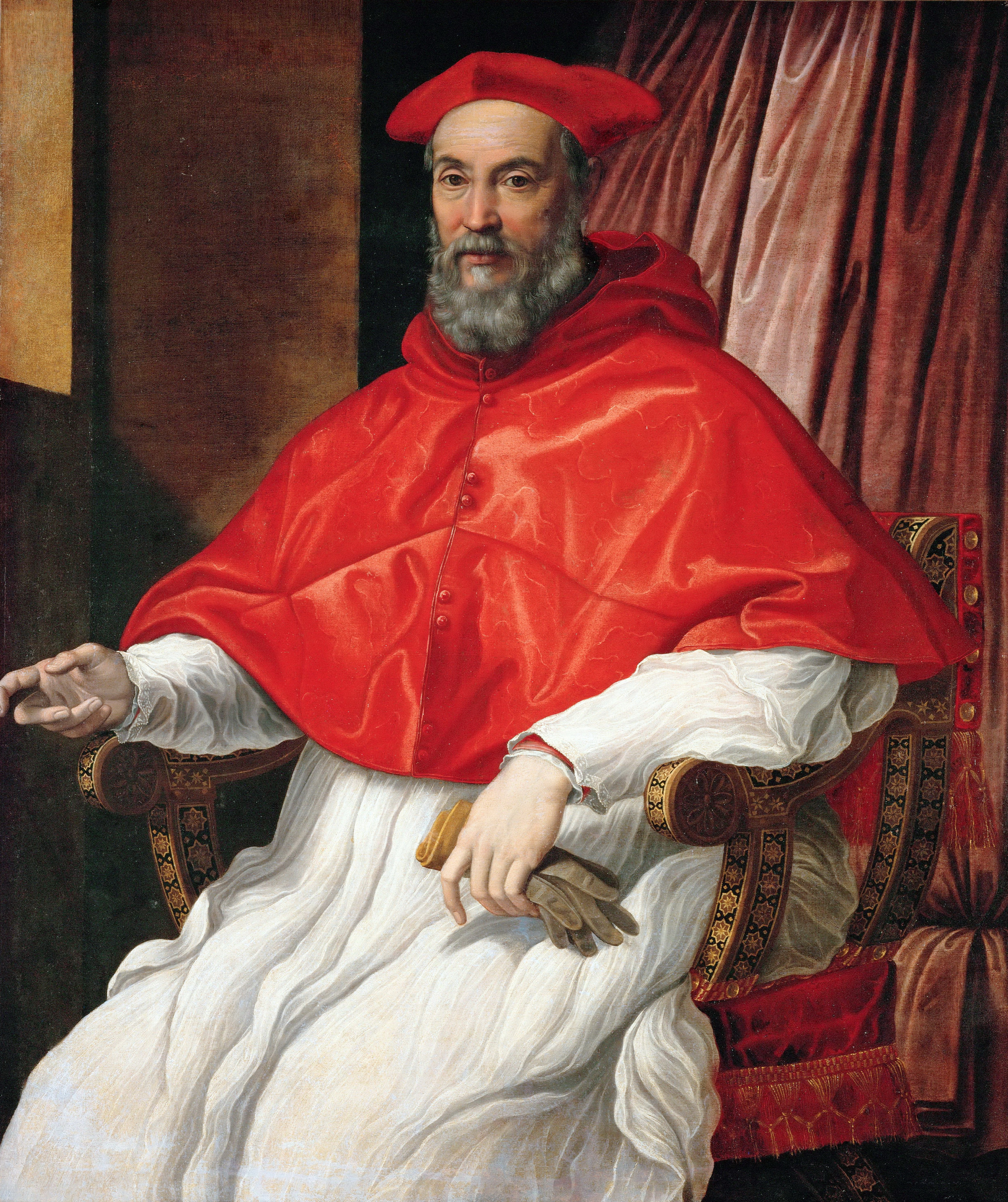
Retrato de Cardenal, Kunsthistorisches Museum, Viena.

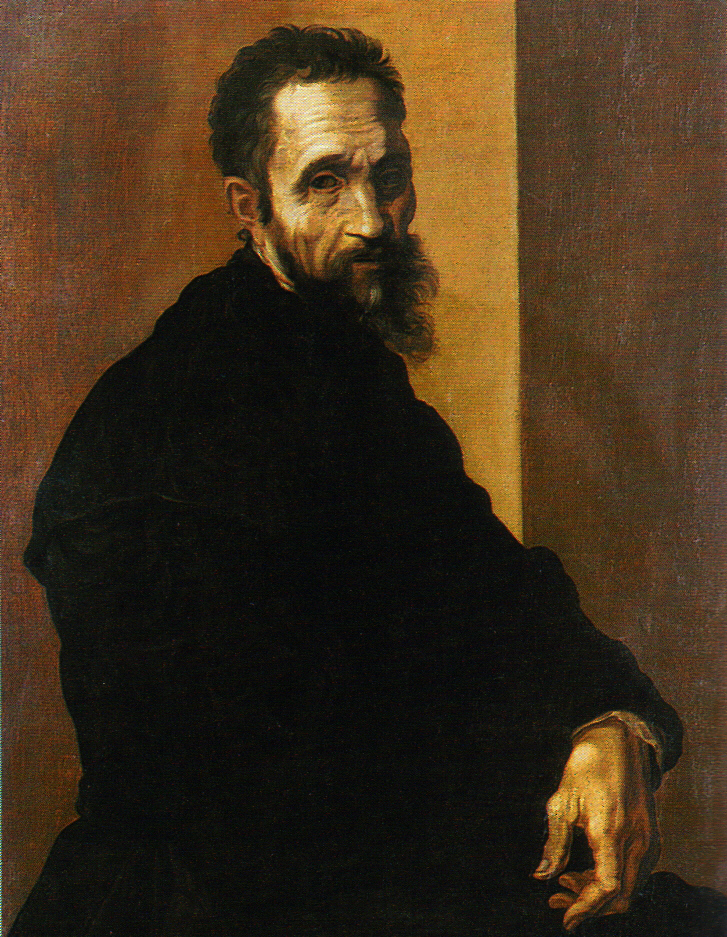
Retrato de Michelangelo Buonarroti, por Jacopino del Conte

Jacopino del Conte (Florencia, 1515 - Roma, 10 de enero de 1598) fue un pintor italiano. Aunque originario de Florencia, donde se formó como artista, llegó a ser uno de los máximos exponentes del manierismo romano.

## Biografía

### Inicios. Marcha a Roma. Los frescos de San Giovanni Decollato
Alumno de Andrea del Sarto, según Vasari, parece haber trabajado independientemente desde la muerte de su maestro hacia 1530, especializándose en obras devocionales de pequeño tamaño.
Poco después marchó a Roma, donde su estilo se vio pronto influenciado por Michelangelo, y en grado menor, por Pontormo. Evolucionó desde un clasicismo acusado a una maniera mucho más sensible y emocional. Su Anunciación a Zacarías (1536), el primero de los frescos que realizó para el Oratorio de San Giovanni Decollato, marca el comienzo de su nuevo estilo, claramente basado en el de Rafael. Su siguiente fresco, Nacimiento del Bautista (1538?), se despega de la estela del maestro de Urbino, aunque sigue siendo profundamente clasicista.
Su siguiente fresco del Oratorio, la Predicación del Bautista (1538) marca un hito dentro de la Alta Maniera romana. Basado en un boceto de Perino del Vaga, constituye una síntesis de influencias, desde el mismo Perino a los techos de la Capilla Sixtina de Michelangelo.
El Bautismo de Cristo (1541) resulta más pictoricista que su antecesor en la aplicación del color. También es más abiertamente miguelangelesco, probablemente debido al impacto del Juicio Final de la Capilla Sixtina, descubierto al público este mismo año.
También para el Oratorio compuso Jacopino un retablo varios años después, con un Descendimiento, también influido por Buonarrotti, pero tal vez de manera indirecta, a través del conocimiento de las recientes obras de Daniele da Volterra y Francesco Salviati.

### Fase contramanierista
A finales de 1547, le fue encargada, junto a Girolamo Siciolante da Sermoneta, la decoración de la capilla de San Remigio en San Luigi dei Francesi, que el fallecido Perino no había podido ejecutar.
En la fase final de su producción, el estilo de Jacopino sufre una profunda transformación. Vuelve sus ojos a Pontormo, y su influencia, que a principios de su carrera había sido superficial, se convierte en un referente de primera magnitud. Parece que sufrió una profunda transformación espiritual a nivel personal. Sus contactos con San Ignacio de Loyola le hicieron derivar hacia una actitud pietista, que alteró notablemente su manera de pintar. Incorporó efectos extravagantes e incluso feistas en sus obras, y su trabajo se hizo muy escaso. Se puede decir que fue uno de los primeros pintores en introducirse en lo que se llamó contramaniera. Quedaron destellos de su antiguo estilo manierista, pero desvirtuados por un sentimiento ultrareligioso.

## Obras destacadas

### Obras de caballete
- Virgen en las nubes (Gemaldegallerie, Berlín)
- Sagrada Familia (Metropolitan Museum, NY)
- Retrato de hombre joven (1530-1535, Philadelphia Museum of Art)
- San Sebastián (1530-1540, Museo Thyssen-Bornemisza, Madrid)
- Sagrada Familia con San Juanito y Santa Isabel (1530-1540, National Gallery of Art, Washington)
- Virgen con niño, Santa Isabel y San Juanito (1530-1550, Fitzwilliam Museum, Cambridge)
- Sagrada Familia con San Juanito (1532-1533, Colección Lord Sackville, Knole)
- Virgen con el niño, Santa Isabel y San Juanito (1535, National Gallery of Art, Washington)
- El papa Paulo III con un miembro de la curia (1538-1539, Santa Francesca Romana, Roma)
- Retrato de prelado (1540, Museum of Fine Arts, Boston)
- Retrato de Antonio da Sangallo el Joven (1542, Pinacoteca di Brera, Milán)
- Descendimiento (retablo, San Giovanni Decollato, 1547?)
- Virgen con el Niño (Uffizi, Florencia)
- Retrato de Bindo Altoviti (c. 1550, Museum of Fine Arts, Montreal)
- Pietà (Galleria Nazionale d'Arte Antica, Roma, hacia 1550)
- Retrato de caballero leyendo una carta (1550-1560, Galleria Spada, Roma)
- Retrato de Victoria Farnese (1550-1560, Galleria Borghese, Roma)
- Deposición (1550-1560, Galleria Nazionale d'Arte Antica, Roma)
- Magdalena (San Giovanni Laterano, Roma, después de 1555)
- Retrato de San Ignacio de Loyola (1556, Casa Profesa del Gesù, Roma)
- Estigmatización de San Francisco (1560-1570, Corpus Christi, Roma)
- Descendimiento (Musée Condé, Chantilly)
- Sagrada Familia (Museo del Prado, Madrid)
- Retrato de cardenal (Kunsthistorisches Museum, Viena)
- Retrato de Piero di Filippo Strozzi (Palazzo Pitti, Florencia)
- Virgen con niño y San Juanito (Uffizi, Florencia)

### Decoraciones al fresco
- Frescos del Oratorio de San Giovanni Decollato, Roma (1536-1545)
- Frescos de la Capilla de San Remigio en San Luigi dei Francesi, Roma (1547-48)